# Ligue 1 2008-09
La temporada 2008-09 de la Ligue 1 (primera división de la Liga francesa de fútbol) se desarrolló entre el 9 de agosto de 2008 y el 30 de mayo de 2009.

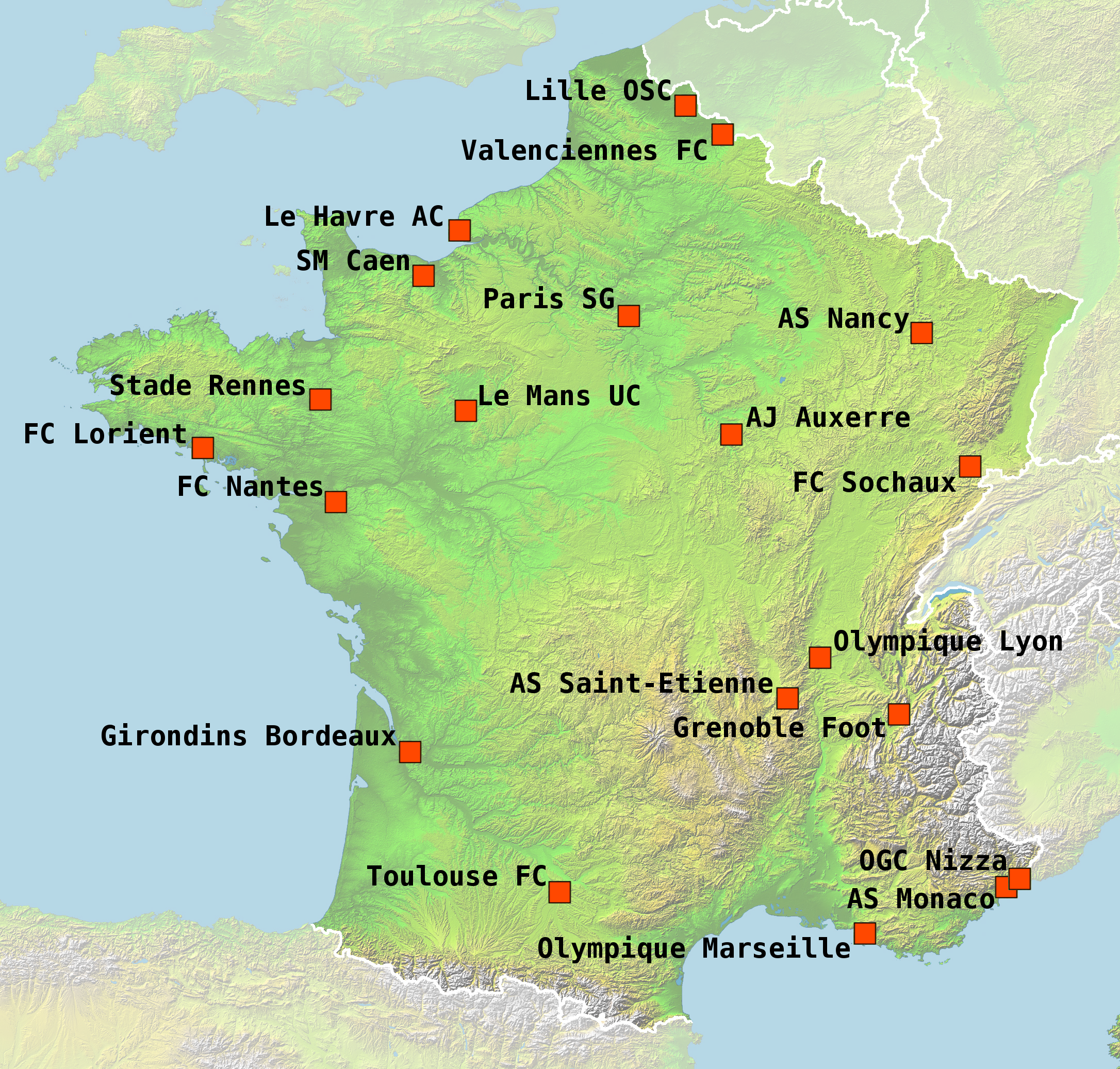
Equipos participantes en la Ligue 1 2008-09.

## Sistema de competición
Toman parte en el campeonato veinte clubes que, según un sistema de liga, se enfrentaron todos contra todos en dos ocasiones, una en campo propio y otra en campo contrario, sumando un total de 38 jornadas. El calendario de enfrentamientos se estableció por sorteo antes del inicio del torneo.
Como en las ediciones precedentes, la victoria en un partido se premia con tres puntos y el empate con un punto para cada equipo. Al término del campeonato, el equipo que acumule más puntos se proclamará campeón de la liga y obtendrá la clasificación para la Liga de Campeones de la UEFA, junto con el segundo y el tercer clasificado. El cuarto clasificado obtiene una plaza para la Liga Europea de la UEFA, junto con el quinto clasificado. Los tres últimos clasificados descienden la Ligue 2.

## Información de los equipos
| Club                                      | Ciudad        | Entrenador         | Estadio           | Aforo  |
| ----------------------------------------- | ------------- | ------------------ | ----------------- | ------ |
| AJ Auxerre                                | Auxerre       | Jean Fernandez     | L'Abbé-Deschamps  | 23.467 |
| SM Caen                                   | Caen          | Franck Dumas       | Michel d'Ornano   | 21.500 |
| Girondins de Burdeos                      | Burdeos       | Laurent Blanc      | Jacques C-Delmas  | 34.694 |
| Grenoble                                  | Grenoble      | Mécha Baždarević   | Des Alpes         | 20.068 |
| Le Havre AC                               | Le Havre      | Frédéric Hantz     | Jules Deschaseaux | 16.382 |
| Le Mans UC                                | Le Mans       | Arnaud Cormier     | Léon-Bollée       | 17.641 |
| Lille OSC                                 | Lille         | Rudi García        | Lille-Metropole   | 18.189 |
| Lorient                                   | Lorient       | Christian Gourcuff | du Moustoir       | 16.910 |
| Olympique de Lyon                         | Lyon          | Claude Puel        | Gerland           | 41.044 |
| Olympique de Marsella                     | Marsella      | Eric Gerets        | Vélodrome         | 60.013 |
| AS Monaco                                 | Mónaco        | Ricardo Gomes      | Louis II          | 18.523 |
| AS Nancy                                  | Nancy         | Pablo Correa       | Marcel Picot      | 20.087 |
| FC Nantes                                 | Nantes        | Élie Baup          | La Beaujoire      | 38.004 |
| OGC Niza                                  | Niza          | Frédéric Antonetti | Stade du Ray      | 18.696 |
| Paris Saint-Germain                       | París         | Paul Le Guen       | Parc des Princes  | 48.527 |
| Stade Rennes                              | Rennes        | Guy Lacombe        | Route de Lorient  | 31.127 |
| AS Saint-Étienne                          | Saint-Étienne | Alain Perrin       | Geoffroy-Guichard | 35.616 |
| FC Sochaux                                | Sochaux       | Francis Gillot     | Auguste Bonal     | 20.005 |
| Toulouse FC                               | Toulouse      | Alain Casanova     | Stade de Toulouse | 35.472 |
| Valenciennes FC                           | Valenciennes  | Antoine Kombouaré  | Stade Nungesser   | 16.547 |
| Datos actualizados el 20 de mayo de 2009. |               |                    |                   |        |

## Clasificación
- Actualizado el 30 de mayo de 2009.

| Pos. | Equipo                   | Pts. | PJ | G  | E  | P  | GF | GC | Dif. | Clasificación o descenso                       |
| ---- | ------------------------ | ---- | -- | -- | -- | -- | -- | -- | ---- | ---------------------------------------------- |
| 1    | Girondins de Burdeos (C) | 80   | 38 | 24 | 8  | 6  | 64 | 34 | +30  | Fase de grupos de la Liga de Campeones         |
| 2    | Olympique de Marsella    | 77   | 38 | 22 | 11 | 5  | 67 | 35 | +32  | Fase de grupos de la Liga de Campeones         |
| 3    | Olympique de Lyon        | 71   | 38 | 20 | 11 | 7  | 52 | 29 | +23  | Ronda de play-off de la Liga de Campeones      |
| 4    | Toulouse                 | 64   | 38 | 16 | 16 | 6  | 45 | 27 | +18  | Ronda de play-off de la Liga Europa            |
| 5    | Lille                    | 64   | 38 | 17 | 13 | 8  | 51 | 39 | +12  | Tercera ronda clasificatoria de la Liga Europa |
| 6    | París Saint-Germain      | 64   | 38 | 19 | 7  | 12 | 49 | 38 | +11  |                                                |
| 7    | Stade Rennes             | 61   | 38 | 15 | 16 | 7  | 42 | 34 | +8   |                                                |
| 8    | Auxerre                  | 55   | 38 | 16 | 7  | 15 | 35 | 35 | 0    |                                                |
| 9    | Niza                     | 50   | 38 | 13 | 11 | 14 | 40 | 41 | −1   |                                                |
| 10   | Lorient                  | 45   | 38 | 10 | 15 | 13 | 47 | 47 | 0    |                                                |
| 11   | Mónaco                   | 45   | 38 | 11 | 12 | 15 | 41 | 45 | −4   |                                                |
| 12   | Valenciennes             | 44   | 38 | 10 | 14 | 14 | 35 | 42 | −7   |                                                |
| 13   | Grenoble                 | 44   | 38 | 10 | 14 | 14 | 24 | 37 | −13  |                                                |
| 14   | Sochaux                  | 42   | 38 | 10 | 12 | 16 | 40 | 48 | −8   |                                                |
| 15   | Nancy-Lorraine           | 42   | 38 | 10 | 12 | 16 | 38 | 47 | −9   |                                                |
| 16   | Le Mans                  | 40   | 38 | 10 | 10 | 18 | 43 | 54 | −11  |                                                |
| 17   | Saint-Étienne            | 40   | 38 | 11 | 7  | 20 | 40 | 56 | −16  |                                                |
| 18   | Caen (D)                 | 37   | 38 | 8  | 13 | 17 | 42 | 49 | −7   | Descenso de categoría                          |
| 19   | Nantes (D)               | 37   | 38 | 9  | 10 | 19 | 33 | 54 | −21  | Descenso de categoría                          |
| 20   | Le Havre (D)             | 26   | 38 | 7  | 5  | 26 | 30 | 67 | −37  | Descenso de categoría                          |

 Fuente: [cita requerida]

## Goleadores
| # | Jugador             | Nacionalidad | Club     | Goles |
| - | ------------------- | ------------ | -------- | ----- |
| 1 | André-Pierre Gignac | Francia      | Toulouse | 24    |
| 2 | Karim Benzema       | Francia      | Lyon     | 17    |
| - | Guillaume Hoarau    | Francia      | PSG      | 17    |
| 4 | Michel Bastos       | Brasil       | Lille    | 14    |
| - | Ireneusz Jeleń      | Polonia      | Auxerre  | 14    |
| - | Steve Savidan       | Francia      | Caen     | 14    |